# Armageddon (2007)
Armageddon (2007) — профессиональное рестлерское pay-per-view шоу, проводимое федерацией World Wrestling Entertainment (WWE). Проходило 16 декабря 2007 года на арене «Меллон Арена» в Питтсбург, Пенсильвания, США. На шоу выступали рестлеры со всех трех брендов WWE: Raw, SmackDown! and ECW. Armageddon (2007) стал восьмым шоу под названием Armageddon. Во время шоу прошло 8 поединков.
Одним из главных поединков стал матч бренда SmackDown тройная угроза за титул чемпиона мира в тяжёлом весе в котором участвовали Эдж, Батиста и Гробовщик. Бренд Raw представил поединок в котором Крис Джерико победил Рэнди Ортона в результате дисквалификации. Однако Ортон сохранил пояс чемпиона, так как по правила титул не может поменять владельца, если бой закончился дисквалификацией. Бренд ECW представил командный поединок в котором Большой Папочка Ви и Марк Хенри победили СМ Панка и Кейна.
Шоу собрало около 450 000 долларов на продаже билетов, а по платным кабельным каналам его посмотрело 237 000 человек.

## Results
| # | Результаты                                                                      | Условия                                                                             | Время |
| - | ------------------------------------------------------------------------------- | ----------------------------------------------------------------------------------- | ----- |
|   | Джесси и Фестус победили Джона Моррисона и Миза                                 | Командный поединок                                                                  | 06:00 |
| 1 | Рей Мистерио победил Монтел Вонтевиуса Портера (c) в результате каунт-аута      | Поединок за титул чемпиона США WWE                                                  | 11:29 |
| 2 | Большой Папочка Ви и Марк Хенри (с Мэттом Страйкером) победили СМ Панка и Кейна | Командный поединок                                                                  | 10:33 |
| 3 | Шон Майклз победил Мистера Кеннеди                                              | Поединок один на один                                                               | 15:16 |
| 4 | Джефф Харди победил Triple H                                                    | Поединок первых претендентов на бой за титул чемпиона WWE на Королевской битве 2008 | 15:23 |
| 5 | Финли (с Хорнсвогглем) победил Великого Кали (с Раджин Сингхом)                 | Поединок один на один                                                               | 06:02 |
| 6 | Крис Джерико победил Рэнди Ортона (c) в результате дисквалификации              | Поединок за титул чемпиона WWE                                                      | 15:05 |
| 7 | Бет Феникс (c) победила Микки Джеймс                                            | Поединок за титул чемпиона WWE среди женщин                                         | 04:45 |
| 8 | Эдж победил Батисту (c) и Гробовщика                                            | Поединок «тройная угроза» за титул чемпиона мира в тяжёлом весе                     | 13:00 |